# Paul Radisich
Paul Radisich, född 9 oktober 1962 i Auckland, är en nyzeeländsk racerförare.

## Racingkarriär
Radisich har slutat trea två gånger i BTCC; 1993 och 1994, men hamnade sedan i dåliga bilar, och nådde inga större resultat. 1999 flyttade han till V8 Supercar där han körde i nio säsonger. Bästa slutplaceringen kom 2000, då Radisich slutade fyra i serien. Han vann totalt tre race under sin tid i Australien. 2008 skadade sig Radisich allvarligt under träningskörning inför Bathurst 1000. Han bröt bland annat båda anklarna och skadade lungorna i den rejäla kraschen, vilken sannolikt innebar slutet på Radisichs aktiva karriär.